# Gino Sopracordevole
Gino Giovanni Sopracordevole (* 24. September 1904 in Venedig; † 1. September 1995 ebenda) war ein italienischer Steuermann im Rudern.

## Karriere
Gino Sopracordevole gewann als Steuermann von Giovanni Scatturin und Giuseppe Tasson Silber bei den Europameisterschaften 1923 im Zweier mit Steuermann. Ein Jahr später konnte er mit Giovanni Scatturin und Ercole Olgeni Bronze bei den Europameisterschaften in Zürich gewinnen. Darüber hinaus gewann die Crew bei den Olympischen Sommerspielen 1924 in Paris die Silbermedaille in der Zweier mit Steuermann-Regatta.